# ブリヂストン・クロスファイヤー
ブリヂストン・クロスファイヤー（BRIDGESTONE CROSSFIRE）はブリヂストンサイクルから販売されているクロスバイク、マウンテンバイクである。

## 概要
主に通学通勤やサイクリングなど幅広く使用することを目的としたビギナー向けの自転車で、オフロード走行を前提とした自転車ではない。
小柄な人にも乗れる仕様にもなっている。
弟分の車種としてクロスファイヤージュニア、クロスファイヤーキッズがある。

## 表記について
この車種に限らず「CROSSFIRE」と言う名前は他の物にも使用されており、クロスファイアーと表記され曖昧な点があるが、ブリヂストンサイクル公式HPではクロスファイヤーと表記されているため、公式HPに則って記載する。

## 歴史・車種

### 2004年バージョン　NCC4000
キャッチコピー「ゆったりのんびり快適ライド　新しいスタイルの大人のバイク」
フレーム側面、フロントフォークには「CROSSFIRE」とグレードを表す「C4000」のロゴが入っている。（C4000はフレーム側面のみ）
- 軽量オーバルアルミフレーム
- フロントフォークサスペンション
- SHIMANO　アセラ
- ブレーキ　イージーファイヤー
- 色　M、スーパーシルバー・F、インティゴブルー
- クロスファイヤー限定車
- 重量13.5kg
- タイヤサイズ　700×38C
- シフト段数　F3×R7
- サスペンションサドル
- 付属品　ベル、片足スタンド、リアリフレクタ、ワイヤーロック

### 2004年バージョン　XDF7000
キャッチコピー「車で積んで出かけたくなる　簡単操作の折りたたみ仕様。」
走行中にロックが外れても完全に外れない二重ロック仕様　ロゴはスペースの関係上「x-fire」と側面に入っている。
- フォールディングタイプフレーム
- フロントフォークサスペンション
- 色　レッド＆シルバー、ブルー＆シルバー
- 重量15.6kg　付属品を含む
- タイヤサイズ　700×23C
- シフト段数　F3×R7
- 付属品　ベル、片足スタンド、リアリフレクタ、ワイヤーロック

### 2005年バージョン　XF3
キャッチコピー「選べるカラーバリエーション　フロントサスペンション付きのベーシックモデル」
この2005年バージョンより全車種フレーム側面には先代のNCC4000のように「CROSSFIRE」の表記はなくなった。
小柄な人も乗れるように従来の420mmフレームの他に、330mmフレームも用意されている。　
フロントサスペンションがあるのに対し、サドルにはサスペンションがない。
同社のアルベルトが自転車安全基準「BAA」には適合しているのに対し、XF3はBAAに適合していない。
- ハイテンTig　スネークバックフレーム
- フロントフォークサスペンション
- 色　T.ホワイト、F.アトピックブルー、M.EXシルバー、F.アトミックレッド、E.サニーイエロー
- シフトレバー　レボシフター
- シフト段数　F3×R7
- 重量15.5kg

### 2005年バージョン　XF5
キャッチコピー「スタイリングの良さだけではなく、乗り心地の快適さにもこだわったWサスペンションモデル」
リアサスペンション以外はXF3とほぼ同じスペック　前後ともにサスペンションがあるため重量はやや重い。
自転車安全基準「BAA」には適合していない。
- ハイテンTigフレーム
- フロントフォークサスペンション
- リアサスペンション
- 色　T.ホワイト、F.アトピックブルー、Eブラック
- シフトレバー　レボシフター
- シフト段数　F3×R7
- 重量17.5kg

### 2006年バージョン　XF-1
キャッチコピー「軽快な走りが楽しめる。サイズも豊富なスタンダードモデル」
この2006年バージョンから自転車安全基準「BAA」に全車種適合　　スペックも具体化された。　
前年のモデルXF3とほぼ同じ形をしているがアルミフレームを採用し、軽量化を図った
コンポーネントもすべて共通化された。
フレームサイズが420mmから410mmと少し小さくなり、330mmフレームは340mmと少し大きくなった。
- F・フォークサスペンション（硬さ調整付）
- メガレンジ
- オールランダーハンドル
- シフトレバー　レボシフター
- シフト段数　F3×R7
- 色　T.チャコール、MEXシルバー、M.MRブルー（M.MRブルーは後日追加された。）
- 重量　14.1kg
- 付属品　ワイヤー錠

### 2006年バージョン　XF-X
キャッチコピー「Wサスペンション搭載でギャップを軽くクリアするパファーマンスモデル」
XF5の形のままでアルミフレーム、アルミ部品を採用しているのにもかかわらず、重量がXF5とあまり変わらない
自転車安全基準「BAA」に適合　
- フレームサイズ　400mm
- F・フォークサスペンション（硬さ調整付）
- メガレンジ
- オールランダーハンドル
- シフトレバー　レボシフター
- シフト段数　F3×R7
- 色　T.チャコール、E.オフホワイト、T.ホルドー
- 重量　17.3kg
- 付属品　ワイヤー錠

### 2006年バージョン　XF-C
キャッチコピー「選べるカラー＆コンフォートパーツで快適ライディング」
2006年バージョンの中で一番クロスバイクに近いモデルである。
アルミフレームを採用し、軽量・丈夫さを売りにしているが、問題の軽量の部分が生かされておらず、2004年バージョンのNCC4000の重量を上回っている。
自転車安全基準「BAA」に適合　
- アルミフレーム
- フロントサスペンション（硬さ調整付）
- シフトレバー　レボシフター
- シフト段数　F3×R7
- メガレンジ
- サスペンション付シートポスト
- 幅広大型スポーツサドル
- 重量　14.5kg

### 2008年バージョン
キャッチコピー「Let`s Begin sport bike」
モデルは2006年バージョンと同じく、FサスモデルのXF-1、 クロスバイク仕様のXF-C、 WサスモデルのXF-Xの3種類。
自転車安全基準「BAA」に適合　
仕様は、2006年バージョンとほぼ同じ。

### 廉価モデル
自転車屋向けのカタログや、WEBサイトには登場していないが、ホームセンター向けのブリヂストンサイクルのカタログには「エクスプレス」と言う車種がある。これは、クロスファイヤーを元に、変速機などのグレードを落とし、チェーンカバー・ドロヨケ・前カゴを追加したホームセンター販売用の廉価モデルである。